# Tunturi

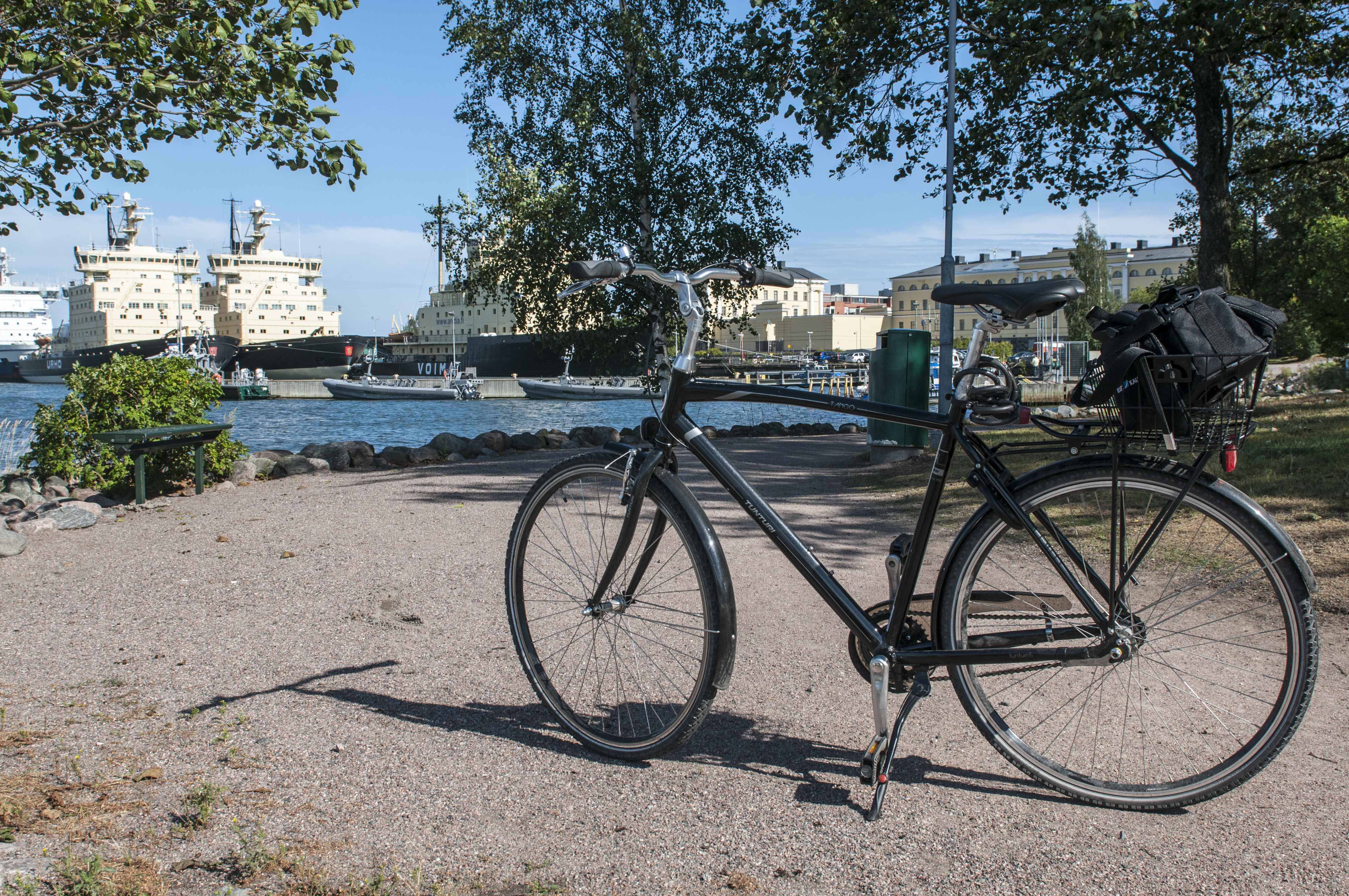
Tunturi Rover

Tunturi – określenie używane w języku fińskim na oznaczenie charakterystycznych dla Finlandii gór lub wzgórz o kształcie półkolistym (tzn. bez stromych ścian i ostrych grani), przekraczających górną granicę lasu.
Najwyższy szczyt Finlandii to Haltiatunturi – 1328 m n.p.m.
Tunturi – marka fińskich  rowerów i rowerów górskich.